# NK Podgrmeč
NK Podgrmeč is een voetbalteam uit Sanski Most.
NK Podgrmeč werd op 4 april 1944 opgericht door de lokale oorlogsheld Milancic Miljevic in de stad Sanski Most. De kleuren van de club zijn groen en geel. Ze spelen anno 2023 in de Prva Liga Federacija Bosne i Hercegovine.

## Geschiedenis
Op 22 april 1944 werd de eerste wedstrijd met spelers van de Engelse militaire missie gespeeld op een veld genaamd Redak in Mahala. Podgrmeč won op een geïmproviseerde speelplaats zonder palen en netten met een score van 6-1. Er werd ook een rematch gespeeld en Podgrmeč was opnieuw beter dan de Engelsen en won met 1-0.

## Erelijst
- Druga nogometna liga Federacije Bosne i Hercegovine - Zapad
  - 2011/2012
- Druga liga Federacije Bosne i Hercegovine Zapad II
  - 2020/2021

## Bekende (oud)spelers
- Senijad Ibričić